# 中国民用航空局公安局
中国民用航空局公安局，即公安部十五局，简称空警，是中国民用航空局内设机构。民航公安接受中华人民共和国公安部、中国民用航空局双重领导，以公安部领导为主。
中国民用航空局公安局主要负责归口指导全国民航机场、民航办公、工作、生活区的专业公安机关工作。

## 历史
1981年4月11日根据《国务院批转民航总局、公安部关于组建民航公安机构的请示报告》(国发〔1981〕109号)，由公安部、民航总局共同组建民航公安机构，列入公安部编制序列，受民航总局和公安部双重领导的专门公安机构。民航大区管理局设公安处。民航各省管理局设公安分处。民航各机场设公安派出所。以所在单位的“横向领导”体制为主。
随着民航机场下放地方政府属地化管理改组为企业，有的民用机场建成运营后从未划归民航系统管理。2002年后，除首都机场集团公司所属机场的公安机构和西藏自治区内机场的公安机构及中国民用航空飞行学院所属机场的公安机构外，其它省以下民航公安机关全部划归属地管理。因此，既有民航管理局公安机关、也有民航机场公安机关、地方民用机场公安机关、还有隶属于航空公司的空警。
2019年4月，中办、国办印发《公安部职能配置、内设机构和人员编制规定》，中国民用航空局公安局（公安部十五局）实行公安部与中国民航局双重领导，以公安部领导为主。

## 职责
根据有关规定，中国民用航空局公安局承担下列职能：
1. 起草民航安全保卫的相关法规、规章、政策、标准，编制民航安全保卫规划，并监督执行。
2. 审定民用机场、航空公司运行资质中航空保安部分内容，审核民航企事业单位航空安全保卫方案并监督执行。
3. 监督管理民航空防安全工作，规划和指导建立行业空防安全管理系统(SEMS)，开展对空防安全威胁因素评估，发布形势分析报告(通报)及防范措施、指令。
4. 负责开展情报信息工作，决定和发布预警等级。
5. 指导处置非法干扰民航安全事件，指导制定处置劫机事件应急预案并组织培训和演练，承担处置劫机、炸机事件的综合协调和日常工作。
6. 指导航空运输企业航空安全员队伍业务建设，制定航空安全员训练和考核办法并监督执行。
7. 指导和监督民航安检工作，承担民航安检仪器设备许可证的颁发工作。
8. 参与民航专机安全警卫工作，组织指导国家重大活动和会议中的民航安全警卫工作。
9. 监督管理民用机场道路交通、消防和民航禁毒工作，指导机场公安机关刑事侦查、民用机场治安和公共活动区道路交通工作。
10. 按规定管理直属公安队伍和空中警察队伍，按照规定程序和范围负责其他机场公安机关领导干部的任前备案工作。
11. 指导审查民用机场安全保卫设施建设项目。
12. 负责民用机场控制区有关通行证件、空勤人员登机证、航空安全员执照等证件发放的监督管理工作。
13. 负责民航公安机关执法监督工作和实施民航公安机关警务督察工作。
14. 监督检查民航行业单位内部治安保卫工作和综合治理工作。
15. 承办民航局和公安部领导交办的其他事项。

## 机构设置
根据有关规定，中国民用航空局公安局设置下列机构：

### 内设机构
- 办公室
- 政治部
- 空中警察总队财务处
- 空中警察总队综合处
- 空中警察总队勤务处
- 空中警察总队训练处
- 一处（空防安全处）
- 二处（安全检查处）
- 三处（治安消防刑侦处）
- 五处（情报信息处）
- 六处（航空保安法规标准处）

### 管理的机构
- 首都机场公安局（正司局级）

### 直属机构
- 中国民用航空西藏自治区管理局公安局
- 中国民用航空飞行学院公安局
- 中国民航空中警察总队一支队[註 1]
- 中国民航空中警察总队二支队[註 2]
- 中国民航空中警察总队三支队[註 3]
- 中国民航空中警察总队四支队[註 4]
- 中国民航空中警察总队五支队[註 5]
- 中国民航空中警察总队六支队[註 6]
- 中国民航空中警察总队七支队[註 7]
- 中国民航空中警察总队八支队[註 8]
- 中国民航空中警察总队九支队[註 9]
- 中国民航空中警察总队十支队[註 10]
- 中国民航空中警察总队十一支队[註 11]
- 中国民航空中警察总队十二支队[註 12]
- 中国民航空中警察总队十三支队[註 13]
- 中国民航空中警察总队十四支队[註 14]
- 中国民航空中警察总队十五支队[註 15]